# Премія Жінка ІІІ тисячоліття 2015
8-ма церемонія вручення Всеукраїнської Премії «Жінка ІІІ тисячоліття» українкам відбулася 21 листопада 2015 року в залі Київського національного академічного театру оперети у Києві 
.

## Номінації
Всеукраїнською премією «Жінка ІІІ тисячоліття» відзначили 40 жінок у чотирьох номінаціях: «Знакова постать», «Рейтинг», «Перспектива», а також — Надія України.

### Рейтинг
Найбільше, 29 жінок, були відзначені у номінації «Рейтинг».
Серед них найбільш відомі:
- народні артистки України Ольга Сумська та Наталія Шелепницька,
- письменниця Оксана Забужко,
- журналістки Ксенія Василенко (Соня Кошкіна) та Юлія Литвиненко,
- параолімпійська чемпіонка Світлана Трифонова,
- культурологиня Наталія Кривда.

### Знакова постать
У номінації «Знакова постать» були нагороджені три визначні жінки. Серед них найбільш відома — Руслана Лижичко — народна артистка України.

### Перспектива
Премією «Перспектива» були номіновані пять молодих жінок — волонтерки Ткаченко Ольга та Андреева Катерина, керівниц\ колективу Центру дитячо-юнацької творчості Фоя Катерина, дизайнерка одягу Войно-Данчишена Олена, а також кандидатка політичних наук Даниленко Анастасія.

### Надія України
Премією Надія України стали 14-річні школярки Єлізавета Чорна (волонтер) та Софія Тарасова — переможниця конкурсу «Дитяча Нова Хвиля 2013», фіналістка дитячого «Євробачення 2013», володарка премії «Майбутнє Нації — 2014».

## Особливості нагородження
За задумом організаторів на Церемонії вшановувались волонтерки, учасниці АТО та всі ті, які своєю благодійною діяльністю і патріотичною громадською позицією підтримують і допомагають встановленню миру в країні. Саме тому вперше було вручено спеціальну премію «Я вільна!». Її отримала мати Героя України Надії Савченко.
Сам захід вперше було проведено у приміщенні Київського національного академічного театру оперети.
|  | Чи не кожна друга лауреатка говорила зі сцени: «...І мій чоловік/син був/перебуває в АТО". І зала дякувала оваціями! Авжеж, вшановували жінку. Але не просто, як берегиню чи окрасу життя, а - в контексті подій в Україні, в контексті незамінної ролі жінки, як рушійної сили. Хтось зі сцени сказав: «Держава забуває заохочувати "простих" людей. Добре, що це робить "Жінка ІІІ тисячоліття". Ви теж - волонтери», - дала оцінку Церемонії письменниця, волонтерка, громадська діячка та переможниця Премії 2009 року Оксана Радушинська. |

## Ведучі
Незмінно і традиційно ведучими церемонії нагородження премії були Василь Ілащук та Олексій Богданович.